# Марк Юлий Александър
Марк Юлий Александър (на латински: Marcus Julius Alexander; † преди август 44 г.) e романизиран евреин.
Произлиза от Александрия и е син на александрийския алабарх Тиберий Юлий Александър, който е приятел на Ирод Агрипа I и дава пари за стоежа на храма в Йерусалим. Марк е по-малкият брат на Тиберий Юлий Александър (префект на Юдея 46 – 48 г. и Египет 68 – 69 г.). Неговият чичо по бащина линия е философът Филон Александрийски.
Марк Александър се жени през 41 г. за Юлия Береника, дъщеря на цар Ирод Агрипа I. Те нямат деца. Той умира рано и Береника се омъжва за брата на баща си, чичо си Ирод от Халки.